# Хороший рік
«Хороший рік» (англ. A Good Year) — романтична комедія 2006 року режисера сера Рідлі Скотта, події якої розгортаються в Лондоні і Провансі. Фільм знятий за мотивами однойменного роману 2004 року британського письменника Пітера Мейла.

## Сюжет
Юний Макс Скінер (Фредді Гаймор) проводить літні канікули в Провансі, в «Замку Ля Сірок» (фр. Château La Siroque), виноробному господарстві свого дядька Генрі (Альберт Фінні). Дядько вчить хлопчика любити прості радості буття і прищеплює важливі життєві цінності.
Дія фільму продовжується через 25 років у Лондоні, де Макс (Рассел Кроу) постає енергійним, щасливим і безпринципним трейдером.
Після смерті дядька Макс їде до Провансу, збираючись продати маєток. Він оголошує про своє рішення виноробу Френсісу Дюфло, який більше 20 років працював з його дядьком. На ранок Макс виявляє, що наслідки проведених ним ризикованих операцій на біржі вимагають його термінового повернення до Лондона. На прохання свого агента з нерухомості Чарлі Вілліса він робить кілька фотографій маєтку і випадково падає в порожній басейн. Всі його спроби вибратися виявляються марними, поки не з'являється Фанні Шеналь (Маріон Котіяр), яку напередодні він збив з велосипеда своїм автомобілем. Щоб помститися Максові за падіння, вона відкриває крани і наповнює басейн. Зрештою Макс вибирається з води, але спізнюється на літак і пропускає зустріч зі своїм босом, сером Найджелом, який в гніві усуває його від роботи на тиждень.
Макс починає підготовку виноградника і вілли до продажу разом з Френцісом, який погоджується допомагати йому в обмін на право залишитися винарем в маєтку після продажу. Макс замовляє у місцевого енолога звіт про стан своїх виноградників і з'ясовує, що лози нічого не коштують, а вино «Замок Ля Сірок», яке виробляв його дядько, неможливо пити. Незабаром в маєтку з'являється юна американка з долини Нап — Крісті Робертс, що представляється дочкою Генрі Скіннера. Її мати познайомилася з Генрі, коли він подорожував по Сполучених Штатах. Макс, боячись її домагань на спадок, радиться з нотаріусом, Наталі Озе. З'ясовується, що згідно з французькими законами незаконно-народжені діти мають рівні права із законними дітьми в праві спадкування і Крісті може скасувати досконалу операцію Макса. Проте дівчина і не думає про спадок, вона просто хоче більше дізнатися про батька, якого ніколи не бачила.
Спустившись перед вечерею в льох, Макс виявляє там невідоме вино найвищої якості, «Ле Куан Пердю» («Втрачений куточок»), а Крісті, яка прекрасно розбирається в тонкощах виноробства, з'ясовує в Інтернеті, що це дуже дороге вино є легендою Провансу, проте ніхто не знає виробника. Макс починає фліртувати з неймовірно привабливою Фанні Шеналь, яка виявляється господинею ресторану в найближчому до маєтку містечку — Горді. На побачення з нею Макс приносить пляшку «Ле Куан Пердю» і вона підтверджує, що про ці унікальні вина у світі справжніх гурманів ходять легенди. Молоді люди проводять разом ніч, а на ранок Фанні розлучається з Максом, оскільки його життя нерозривно пов'язане з Лондоном, а її — з Провансом, і компроміс, на її думку, неможливий.
Маєток продано американцям, Макс збирається додому. Однак перед його очима весь час спливають картини дитинства, і він поступово розуміє, що живе неправильно, не так, як його вчив Генрі. Франціс розповідає йому, що легендарне «Ле Куан Пердю» виробляється тут, в «Ла Сирок», а енΙолога підкупили, вирішивши, що Макс втратить інтерес до продажу, коли дізнається, що виноградники нічого не варті. В архіві Генрі він знаходить фотографію дядька з його коханою — матір'ю Крісті. Оскільки на звороті фото рукою Генрі зроблено напис: «Моя насолода з Каліфорнії», то Макс розуміє, що Крісті дійсно його двоюрідна сестра. Цей тиждень в Провансі непомітно, але радикально змінює всі життєві цінності Макса. Дізнавшись про продаж «Ла Сирка», Крісті теж залишає його. Однак перед її від'їздом Макс, майстерно володіючи почерком свого дядька, пише на ім'я Крісті заповіт на маєток, яке дозволяє скасувати угоду з американцями. У Лондоні бос Макса — сер Найджел — пропонує йому партнерство в компанії або величезні відступні. Макс з подивом виявляє, що колишнє життя більше не приваблює його. Макс вибирає гроші, виставляє лондонську квартиру на продаж і повертається в Прованс до Фанні. Вони поселяються в «Ла Сирок» разом з Крісті, яка з Френсісом продовжує справу Генрі.

## В ролях
| Актор         | Роль                 |
| ------------- | -------------------- |
| Рассел Кроу   | Макс Скіннер         |
| Маріон Котіяр | Фанні Шеналь         |
| Еббі Корніш   | Крісті Робертс       |
| Фредді Гаймор | юний Макс Скіннер    |
| Альберт Фінні | дядько Генрі Скіннер |
| Том Голландер | Чарлі Вілліс         |
| Рейф Сполл    | Кенні                |
| Арчі Панджабі | Джемма               |
| Річард Койл   | Арміс                |
| Дідьє Бурдон  | Френсіс Дюфло        |
| Кеннет Кренем | сер Найджел          |

## Цікаві факти
- Девіз фільму — «Почни життя заново»
- Рейтинг MPAA PG-13 (дітям до 13 років перегляд не рекомендується)[2]
- Прем'єра фільму відбулась 9 вересня 2006 року в Канаді на Міжнародному кінофестивалі в Торонто.
- В Японії та Нідерландах фільм відразу ж вийшов на DVD.
- Книга, яку Крісті бере почитати у Макса — це «Смерть у Венеції» німецького письменника Томаса Манна.
- За словами режисера й продюсера Рідлі Скотта, всі сцени в Франції були зняті не далі, ніж за вісім хвилин їзди від його дому в Провансі, де режисер періодично живе протягом 15 років.
- Одну з ролей у фільмі повинен був отримати Аарон Екхарт, але актор в останній момент вибув із проекту.
- В одній із сцен фільму Макс (Рассел Кроу) піднімає жменьку землі у винограднику, розтирає і нюхає її. Це посилання до сцени з фільму «Гладіатор», над яким раніше працювали Кроу і Скотт.
- В фільмі, щоб уникнути зіткнення із машиною Макса, Фані Шиналь падає на ліву сідницю, а потім в ресторані показує синець на правій.
- Ексклюзивне вино Coin Perdu (C.P.), яке фігурує у фільмі, існує в реальності і його можна купити в Провансі (Luberon). Ціна за пляшку доходить до 150$